# Pacific Coliseum
Pacific Coliseum – hala wystawowa jest niedużą areną przy Hastings Park w Vancouver, Kolumbia Brytyjska. Budowę zakończono w 1968 roku, obiekt obecnie może pomieścić 16,281 kibiców dla hokeja, chociaż pojemność hali miała początkowo 15,713 kibiców. Pacific Coliseum jest obecnie obiektem drużyny hokejowej Vancouver Giants i siedzibą zachodniej ligi hokeja Western Hockey League. W Arenie mogą się odbywać również wystawy,koncerty itp. Pacific Coliseum zostało wybrane jako miejsce rozgrywania zawodów łyżwiarstwa figurowego i short traku na Zimowych Igrzyskach Olimpijskich 2010.
Inni dzierżawcy Pacific Coliseum Vancouver Canucks i NHL w 1970–1995 i WHL od 1968 do 1970, oraz Vancouver Blazers i WHA w 1973–1975 and the Vancouver Voodoo z RHI w 1994–1995. 7 września 1968 roku wystąpił tu Jimi Hendrix.

## Historia
Zaprojektowany przez W. K. Noppe w 1966 – 67, jest prostym geometrycznym kształtem i charakterystycznym kręgiem białych paneli, budynek został sklasyfikowany jako formalna architektura. Początkowo używany przez WHL Vancouver Canucks, którzy byli pochodzenia francuskiego.Budynek w 1970 roku dostał prawo do rozgrywania meczów NHL, oraz w 1973 do rozgrywek międzynarodowych.
Po wybudowaniu w 1995 roku GM Place Pacific Coliseum został praktycznie zapomniany, ale dzięki zimowym igrzyskom olimpijskim w 2010 roku obiekt ma szanse znów zaistnieć.

## Wydarzenia
W Pacific Coliseum pierwszy raz rozegrano mecz cyklu NHL 9 października 1970. Los Angeles Kings pokonali Vancouver Canucks  3 – 1. Drużyna Kanadyjska wówczas zadebiutowała w rozgrywkach NHL. Król Bob Berry zdobył pierwszy punkt dla drużyny Vancouver Canucks w asyście z Barrym Wilkinsem strzelając pierwszy cel dla Kanadyjczyków. Jego ostatnia gra w NHL miała miejsce 27 maja 1995 roku. Chris Chelios zdobył punkt ostatni raz w NHL w meczu z Chicago Blackhawks ci jednak  wyeliminował drużynę Kanadyjską w półfinale konfederacji zachodniej. Roman Oksiuta zdobył ostatni punkt dla Vancouver Canucks.
W 1982 i 1994 odbyły się finały Pucharu Stanleya. 16 maja 1982, New York Islanders pokonał Vancouver Canucks  3 – 1 i zwyciężyli Puchar Stanleya. 11 czerwca 1994, New York Rangers i Vancouver Canucks spotkali się w Pacific Coliseum w szóstej kolejce o Puchar Stanleya. Jeff Brown i Geoff Courtnall zdobyli po dwa punkty i wygrali 4-1. Właściciel klubu Arthur Griffiths mówił po meczu że jeszcze kibice w Pacific Coliseum nigdy się tak nie cieszyli, później Vancouver Canucks wygrali serię w Nowym Jorku 3 – 2 i zdobyli przewagę w siódmej kolejce.
Pacific Coliseum było gospodarzem czwartej kolejki 8 września 1972 roku, ZSRR pokonał Kanadę 5-3. W wywiadzie dla słynnej telewizji post-game, Phil Esposito dał wzruszający wywiad z którego kibice nie byli zadowoleni. Pacific Coliseum było także gospodarzem mistrzostw świata juniorów w hokeju na lodzie.

## Memorial Cup

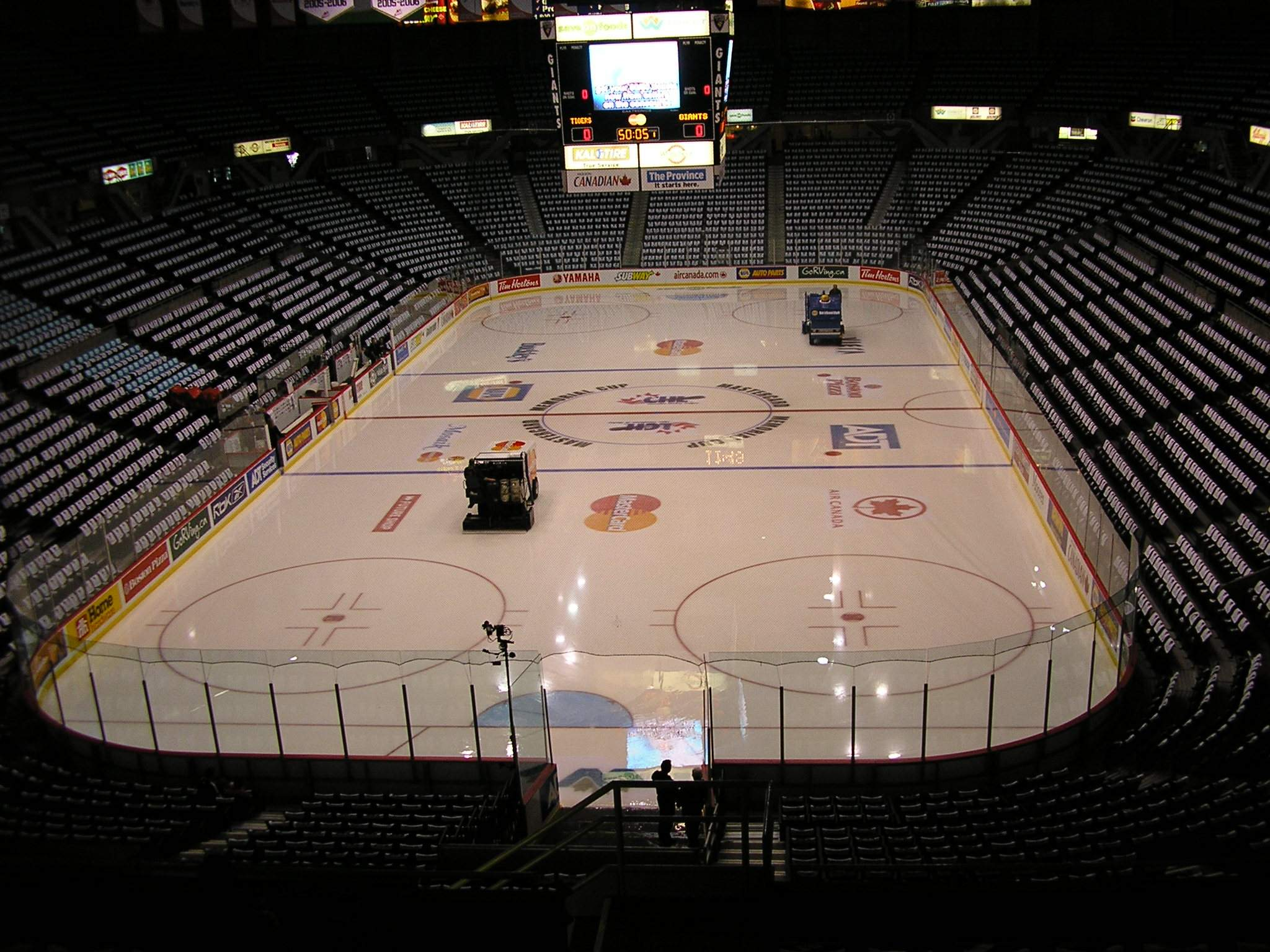
Pacific Coliseum przed Memorial Cup

Obiekt był także dwa razy gospodarzem Memorial Cup. Pierwszy turniej odbył się w 1977 roku kiedy Stan Smyl z drużyną New Westminster Bruins pokonał zespół Ottawy 67’s 6-5, w konsekwencji zdobywając pierwszy raz Memorial Cup. Stan Smyl grał w NHL przez 13 lat, na emeryturę przeszedł 3 listopada 1991 roku.